# The Weather Girls
The Weather Girls, так же известная, как Two Tons O' Fun — американская музыкальная группа, основанная в Сан-Франциско в Калифорнии в 1977 году.

## Карьера
Группа была создана Мартой Уош (Martha Wash) и Изорой Армстид (Izora Armstead) в 1977 году. Ещё до образования коллектива они выступали на бек-вокале у Сильвестра Джеймса. В 1977 году Уош и Армстид прекращают работу с ним и создают собственную группу под названием «Two Tons O' Fun» и записывают одноимённый альбом с довольно успешными песнями, такими как «Earth Can Be Just Like Heaven» (1980), «Just Us» (1980; № 29 в британском R&B чарте).
В 1981 году выходит альбом «Bakatcha» c хитом «I Got The Feeling» (#2 US Dance, #29 US R&B 1981).

### Образование дуэта
С начала 1970 года Марта Уош начала посещать баптистскую церковь во Христе в Сан-Франциско. Где к тому времени Изора уже была клавишницей и хормейстером, руководила хором. Вокал Марты Уош был оценен всеми. И вскоре Марта стала солисткой хора. А когда в 1976 году певец Сильвестр искал для себя бэк-вокалисток, разумеется он пригласил Изору Армстед, так как был под впечатлением её сильного вокала. Однако ему была нужна вторая вокалистка, и он поинтересовался нет ли у Изоры знакомой с мощным голосом. И, естественно, Изора сразу пригласила Марту Уош. Так закончилась их история в церковном хоре и началась история в поп музыке.

### It’s Raining Men
В 1982 году Пол Джабара и Пол Шаффер написали «It’s Raining Men» и предложили его Донне Саммер, которая отказалась от песни. Затем авторы предлагали песню Глории Гейнор, Даяне Росс, Барбре Стрейзанд, Шер и после многочисленных отказов лишь Марта и Изора согласились взять песню в свой репертуар. Песня стала мегахитом по обе стороны Атлантики, гей-гимном и одним из символов эпохи Диско. (#1 US Dance, #1 US Billbord Hot 100, #1 US R&B, #2 UK Hot Dance Club Play, #1 Euro Hot 100, #2 Australia Hot Chart). В это же время меняется название группы на «The Weather Girls» и снимается клип. В 1983 году выходит альбом «SUCCESS», который становится платиновым — дуэт продал свыше 6 млн копий пластинки по всему миру. С It's Raining Men группа номинируется на премию Грэмми в номинации «Лучшее R&B исполнение дуэтом или группой». Затем они исполнили такие хиты как «Dear Santa (Bring Me a Man this Christmas)» (в 1984 на этот хит был снят клип) и «No One Can Love You More Than Me».

### Centipede
В 1984 году Марту и Изору пригласила Ребби Джексон для записи бэк-вокала для хита "Centipede", который был продан миллионным тиражом. Там же на студии записывался Майкл Джексон. Там и состоялось их знакомство. Позже Майкл не однократно обращался к Марте и Изоре для записей бэк-вокала. Их голоса можно услышать на нескольких хитах Майкла.

### Big Girls Dont cry
В 1985 году выходит альбом «Big Girls Dont cry» и снимается клип на песню «Well a Wiggy» (#76 US R&B). Режиссёрами клипа стали Джим Кенти и Джейк Себастьян. В главной роли в клипе снялся американский актёр и танцор Джен Энтони Рэй.
Уход Марты Уош
С 1987 года Марта Уош, параллельно с работой в The Weather Girls, становится студийной вокалисткой группы Black Box результатом этой работы стали такие хиты, как «Everybody Everybody», «Strike It Up», «I Dont Know Anybody Else», и «Fantasy». В 1988 выходит альбом «The Weather Girls -Super Hits» с лучшими хитами группы. Этот альбом стал последним альбомом записанным в оригинальном составе. В 1990 Марта Уош ушла из The Weather Girls. В этом же году она выстрелила хитом «Carry on», а в 1991 вместе с C+C Music Factory возглавила все хит-парады хитом «Gonna Make You Sweat» (Everybody Dance Now). В настоящее время Марта Уош по праву носит титул королевы R&B.

### 1990-е
Сольная карьера Изоры Армстид
В начале 1990-х, после ухода из группы Марты Уош, решившей заняться сольной карьерой, Изора тоже начинает сольную карьеру. В 1990 году совместно с группой Snap! выходит композиция The Power, где Изора пропела главный вокал, рэп зачитал американский рэпер Turbo B, в клипе под голос Изоры снялась певица Пенни Форд (впоследствии записавшая много песен для группы уже своим голосом). Композиция The Power стала самым мощным хитом 1990 года, заняв первые места в хит-парадах США, Великобритании и Германии (#1 US Billbord Hot 100, #1 UK Hot Dance Club Play, #2 Germany Hot Chart). В Европе популярность хита была настолько велика, что способствовала развитию стиля Eurodance.
В 1991 году Изора записала свой первый и единственный сольный альбом «Miss Izora» c хитом Dont Let Love Slip Away. Альбом был выпущен маленьким тиражом в США и большую популярность не принёс.
The Weather Girls feat. Izora Armstead
В 1991 году Изора воссоздаёт The Weather Girls и приглашает на место Марты Уош свою дочь Дайнелл Родс. Название группы стало The Weather Girls feat. Izora Armstead. В этот период они вместе записали два альбома и один сборник:
В 1993 году выходит альбом «Double Tons Of Fun» (1993) с хитами «Can You Feel It» песня занимает вторую позицию в американском танцевальном чате (#2 US Dance), в этом же году был снят клип на эту песню, и «Oh What A Night».
В 1995 выходит альбом «Think Big». Главными хитами этого альбома стали «We re Gonna Party» и «Sounds of Sex». Снимается клип на песню «We Shall All Be Free».
В 1998 выходит сборник «Puttin' On The Hits» с кавер-версиями хитов: I'm So Excited группы The Pointer Sisters, We Are Family группы Sister Sledge, Lady Marmelade группы LaBelle и Hit The Road Jack Рэя Чарльза.

### 2000-е
Comeback Unitad
В 2001 году группа объединилась вместе с C.C.Catch Крис Норман Haddaway Corona Snap и другими звёздами 90-х годов для записи сингла "Survivor" в группу Comeback Unitad. Сингл был хорошо воспринят фанатами артистов и разошёлся большим тиражом по Европе.
Евровидение 2002
В 2002 году совместно с немецкой группой Disco Brothers группа принимает участие в отборе на конкурс песни Евровидение 2002 с песней «Get Up» от Германии, где проигрывает. В этом же году был снят клип. Позднее в 2004 году эта песня была включена в альбом «Big Brown Girl».

### Смерть Изоры Армстид
Изора ещё с середины 90-х страдала от болезни сердца. В 97 году ей была сделана операция в одной из клиник Германии. После операции Изора сильно похудела и разительно отличалась от своей пышечки дочки Дайнелл. Однако полностью восстановиться Изора так и не смогла. С начала 00-х годов на многих концертных выступлениях её заменяла её вторая дочь Ингрид Артур. Изора же почти полностью ушла в работу на студиях. Последней работой Изоры Армстид в составе группы стал сингл «Big Brown Girl», выпущенный в 2004 году. 16 сентября того же года она умерла в Калифорнии от сердечной недостаточности в госпитале в Сан-Леандро. Ей было 62 года. У неё осталось семеро детей и шесть внуков. Панихида прошла в Сан-Франциско 18 сентября 2004 года. Похоронена на кладбище Colma в Сан-Франциско.
Дайнел Родс продолжила работу группы. В декабре 2004 года вышел альбом «Big Brown Girl» посвящённый Изоре Армстид. Альбом включил в себя песни в которых главные вокальные партии были исполнены Изорой и в том числе её сольный сингл 1991 года «Dont Let Love Slip Away». Новой участницей стала Ингрид Артур, ещё одна дочь Изоры Армстид. В конце 2005 года группа записала альбом «Totally Wild» и сняла клип на песню «Wild Thang». Однако уже в начале 2006 года Ингрид Артур покинула группу и решила заняться сольной карьерой, которая прекрасно сложилась. Ингрид Артур стала признанной звездой мирового джаза. На её счету 3 номинации на премию Грэмми.
На место Ингрид в группу пришла Джоан Фолкнер, бывшая солистка джазового квартета «New-York City Voices». В этом составе группа впервые приезжает в Россию на Международный фестиваль Авторадио «Дискотека 80-х» 2006 год. На фестивале они исполнили свой главный хит «It’s Raining Men». После выступления они не могли скрыть восторга от встречи с российской публикой. В 2009 году выходит альбом «The woman I Am» с хитом «Break you» — совместная работа с Mark and Fanky Green Dogs. Эта песня заняла первое место в US Dance чате в мае 2008 года. В мае 2012 года у Джоан Фолкнер закончился контракт с группой, продлевать его она не стала и покинула коллектив. Джоан сразу начала сольную карьеру и уже в 2013 вышел её сольный альбом «Together».

### 2010-е
В июне 2012 Дайнелл Родс пригласила в группу Доррей Лин Лайлс. Доррей уже давно состоявшаяся соул певица и параллельно с работой в группе она ведёт сольную карьеру.
В 2013 году группа в обновлённом составе отправляется в мировой тур посетив страны Северной Америки, Европы и Австралии.
В 2015 группа записывает песню «Star» совместно с бывшим солистом группы Bronski Beat Джимми Самервиллем (#27 US Dance).
В 2017 году выпускается новый хит "We Need Be". Приуроченный к сорокалетию группы. 7 января в Сан-Франциско в клубе "Champions" состоялся юбилейный концерт в котором приняли участие все солистки группы. Не обошли вниманием и умершую Изору Армстид её хит "Don't Let Love slip away" прозвучал в исполнении приглашённой гостьи Джоселин Браун. Также в концерте приняла участие первая солистка группы Марта Уошь. Ведущей концерта была приглашённая гостья Вупи Голдберг давняя подруга группы. Закончился концерт общим исполнением хита "It's Raining Men".

### 2020-е
В апреле 2020 года Доррей выпускает свой новый сольный альбом "My Realizen dreams" и покидает группу. На её место в группу вернулась Джоан Фолкнер, которая уже была участницей группы с 2006 по 2012 годы.
С июля 2022 года в группу вернулась Доррей Лин Лайс. При этом Джоан Фолкнер также осталась в группе.
В итоге группа впервые в её истории стала состоять из трёх солисток.
Тем не менее на всех концертных выступлениях группа по-прежнему поддерживает бренд дуэта. Джоан и Доррей заменяют друг друга на концертных выступлениях. Неизменной солисткой группы по-прежнему является Дайнелл Родс дочь покойной оригинальной солистки дуэта Изоры Армстед. Этот состав группы, как и все предыдущие, пользуется огромное популярностью в гей-сообществе.

## Наследие
В 2008 году американский телеканал  VH1  поставил их главный хит "It's Raining Men" в записи 1982 года на 35 место в список 100 величайших хитов современности, так же этот же канал поставил The Weather Girls в составе Марты Уош и Изоры Армстид на 12 место в список групп одного хита на все времена. В 2014 году "It's Raning Men" второй раз в истории поднялся  до 21 места в Британии в UK Singles Chart на несколько недель, что способствовало популярности вновь возродившейся группы. 
В 2017 году Billbord поставил "It's Raining Men" в записи 1982 года на 47 место в списке пятидесяти лучших гей-гимнов в истории поп-музыки.
После ухода из группы Марты Уош все права на "The Weather Girls" перешли Изоре Армстид, а после её смерти - к её дочери Дайнелл Родис. Дайнелл, в память о своей матери, продолжает развитие группы и гастролирует по всему миру.

## Дискография

### Альбомы
| Год  | Альбом              |
| ---- | ------------------- |
| 1983 | Success             |
| 1985 | Big Girls Don’t Cry |
| 1988 | Weather Girls       |
| 1993 | Double Tons Of Fun  |
| 1995 | Think Big           |
| 1999 | Puttin' On The Hits |
| 2005 | Totally Wild        |
| 2009 | The Woman I Am      |

### Знаменитые синглы
| Год  | Сингл                            | US Dance | US Pop | US R&B        |
| ---- | -------------------------------- | -------- | ------ | ------------- |
| 1980 | Earth Can Be Just Like Heaven    | #2       | -      | -             |
| 1980 | I Got the Feeling                | #2       | -      | -             |
| 1980 | Just Us                          | #2       | -      | #29           |
| 1982 | It's Raining Men                 | #1       | #1     | #1            |
| 1985 | No One Can Love You More Than Me | #26      | -      | -             |
| 1985 | Well-A-Wiggy                     | -        | -      | #76 (airplay) |
| 1993 | Can You Feel It                  | #2       | -      | -             |

Видеография
1982 год Its Raining Man
1984 год Dear Santa (Bring Me a Man This Christmas)
1985 год Well A Wiggy
1993 год Can You Feel It
1995 год We Shall All Be Free 
2001 Survivor (feat Chris Norman, C. C. Catch, Corona, Haddaway, Snap) 
2002 год Get Up
2005 год Wild Thang
2022 год I Fell love (Dynelle Rhodes)

### Другие синглы Weather Girls
- «I’m Gonna Wash That Man Right Outta My Hair»
- «Success»
- «Dear Santa (Bring Me a Man This Christmas)»
- «Big Girls Don’t Cry»
- «Love You Like a Train»
- «Land of the Believer»
- «Laughter in the Rain»
- «Can You Feel It»
- «Sounds of Sex»
- «Wild Thang»
- «Girl You And Me»
- «We Shall All Be Free»